# Paranerita lavendulae
Paranerita lavendulae là một loài bướm đêm thuộc phân họ Arctiinae, họ Erebidae.